# Liste des partis politiques à Djibouti
Depuis la loi cadre de 1956, des partis politiques concourent aux suffrages des électeurs dans le territoire djiboutien. Le suffrage est universel, tous les citoyens (français puis djiboutiens) ont le droit de vote, hommes et femmes.
Les modes de scrutins ont le plus souvent permis à un seul parti ou coalition de dominer les assemblées lors des élections, en particulier par l'utilisation du suffrage majoritaire de liste à un tour. L'opposition n'est donc souvent pas représentée.
Certains partis ont refusé ce mode de représentation et ont choisi des actions clandestines ou armées. Après l'indépendance en 1977, un seul parti est autorisé jusqu'en 1992.

## Partis politiques du territoire français des Afars et des Issas
- Front de libération de la Côte des Somalis (FLCS)
- Ligue pour l’avenir et l’ordre (LAO)
- Ligue populaire africaine (LPA)
- Ligue populaire africaine pour l'indépendance (LPAI)
- Mouvement de libération de Djibouti (MLD)
- Mouvement populaire de libération (MPL)
- Rassemblement du peuple issa (RPI)
- Union démocratique issa (UDI)
- Union démocratique Afar (UDA)
- Union nationale pour l’indépendance (UNI)

## Partis politiques de la république de Djibouti
- Alliance républicaine pour le développement (ARD)
- Centre des démocrates unifiés (CDU), dont le président est Omar Elmi Khaireh
- Front démocratique de libération de Djibouti (FDLD)
- Front pour la restauration de l’unité et la démocratie (FRUD)
- Front uni de l’opposition djiboutienne (FUOD)
- Mouvement pour la réconciliation et la paix (MRP)
- Parti djiboutien pour le développement (PDD)
- Parti national démocratique (PND)
- Parti populaire social-démocrate (PPSD)
- Mouvement pour le développement (ou la démocratie) et la liberté (Model)[1]
- Mouvement pour le renouveau démocratique et le développement (MRD), anciennement Mouvement pour le renouveau démocratique
- Rassemblement populaire pour le progrès (RPP), majoritaire depuis l'indépendance
- Rassemblement pour l'action de développement et la démocratie (RADD)
- Union des mouvements démocratiques (UMD)
- Union des partisans de la réforme (UPR)
- Union pour la démocratie et la justice (UDJ)

### Coalitions électorales
- Union pour l'alternance démocratique (UAD)
- Union pour la majorité présidentielle
- Union pour le salut national (USN)